# Rio Muribeca
Rio Muribeca är ett vattendrag i Brasilien.   Det ligger i delstaten Espírito Santo, i den sydöstra delen av landet, 900 km sydost om huvudstaden Brasília.
Omgivningen kring Rio Muribeca är huvudsakligen savann.